# Andrea Cossu (fotbalist nigerian)
Andrea Cossu (n. 15 august 1984, Buguma, Nigeria) este un fotbalist nigerian liber de contract.